# Equazioni di Bloch
Le equazioni fenomenologiche di Bloch sono la base per la descrizione classica degli esperimenti di risonanza magnetica nucleare (Nuclear Magnetic Resonance, NMR) e risonanza paramagnetica elettronica (Electron Paramagnetic Resonance, EPR). In entrambi gli esperimenti, l'osservabile fisica macroscopica è la magnetizzazione, definita come il momento di dipolo magnetico per unità di volume nel campione, ovvero:
{\displaystyle {\vec {M}}={\frac {\sum _{i}{\vec {\mu }}_{i}}{V}}}
L'evoluzione della magnetizzazione sotto l'azione di un campo magnetico è descritta dall'equazione differenziale:
{\displaystyle {\frac {d{\vec {M}}}{dt}}=\gamma {\vec {M}}\times {\vec {B}}}
dove {\displaystyle \gamma } è una costante chiamata rapporto giromagnetico.
La precedente equazione è vettoriale e si scompone nelle tre equazioni scalari:
{\displaystyle {\frac {dM_{x}}{dt}}=\gamma (M_{y}B_{z}-M_{z}B_{y})}
{\displaystyle {\frac {dM_{y}}{dt}}=\gamma (M_{z}B_{x}-M_{x}B_{z})}
{\displaystyle {\frac {dM_{z}}{dt}}=\gamma (M_{x}B_{y}-M_{y}B_{x})}
Le relazioni precedenti sono comunque incomplete, perché ignorano gli scambi di energia e di momento che possono avvenire fra il sistema dei dipoli magnetici che dà origine alla magnetizzazione macroscopica e l'ambiente circostante. Questi scambi di energia e momento tendono sempre a riportare la magnetizzazione ad un valore corrispondente a quello di equilibrio termico con l'ambiente circostante. Questi processi spontanei che ripristinano i valori di equilibrio termico sono indicati con il termine di "rilassamento". Si può includere l'effetto del rilassamento sulla magnetizzazione aggiungendo dei termini alle relazioni precedenti:
{\displaystyle {\frac {dM_{x}}{dt}}=\gamma (M_{y}B_{z}-M_{z}B_{y})-{\frac {M_{x}}{T_{2}}}}
{\displaystyle {\frac {dM_{y}}{dt}}=\gamma (M_{z}B_{x}-M_{x}B_{z})-{\frac {M_{y}}{T_{2}}}}
{\displaystyle {\frac {dM_{z}}{dt}}=\gamma (M_{x}B_{y}-M_{y}B_{x})-{\frac {M_{z}-M_{0}}{T_{1}}}}
Queste ultime prendono il nome di equazioni fenomenologiche di Bloch, che per primo le introdusse per descrivere l'esperimento di risonanza magnetica nucleare nel 1946. Nelle relazioni precedenti, {\displaystyle T_{2}} e {\displaystyle T_{1}} sono chiamati rispettivamente tempo di rilassamento trasversale (o di rilassamento spin-spin) e tempo di rilassamento longitudinale (o di rilassamento spin-reticolo). 
Questi parametri furono introdotti da Bloch in modo fenomenologico, cioè basandosi sull'osservazione sperimentale che la magnetizzazione tornava all'equilibrio termico con una cinetica di recupero esponenziale. Queste costanti di tempo sono caratteristiche del sistema osservato, ed in letteratura esistono numerose relazioni teoriche che legano queste grandezze a specifiche proprietà strutturali o dinamiche delle molecole che lo costituiscono, sia in NMR che in EPR.

## Precessione della magnetizzazione
Si consideri un insieme di spin (nucleari od elettronici) in cui i rilassamenti siano estremamente lenti, tali da poter considerare trascurabili i termini aggiuntivi di rilassamento nelle equazioni di Bloch. Le relazioni precedenti si semplificano:
{\displaystyle {\frac {dM_{x}}{dt}}=\gamma (M_{y}B_{z}-M_{z}B_{y})}
{\displaystyle {\frac {dM_{y}}{dt}}=\gamma (M_{z}B_{x}-M_{x}B_{z})}
{\displaystyle {\frac {dM_{z}}{dt}}=\gamma (M_{x}B_{y}-M_{y}B_{x})}
Consideriamo, inoltre, la presenza solo di un campo magnetico statico che, per semplicità, assumiamo diretto lungo l'asse z del sistema di riferimento del laboratorio, cosicché {\displaystyle B_{x}=B_{y}=0}, e le equazioni precedenti si riducono a:
{\displaystyle {\frac {dM_{x}}{dt}}=\gamma M_{y}B_{z}}
{\displaystyle {\frac {dM_{y}}{dt}}=-\gamma M_{x}B_{z}}
{\displaystyle {\frac {dM_{z}}{dt}}=0}
La terza di queste equazioni si risolve immediatamente e ci dice che {\displaystyle M_{z}} è costante. Le prime due equazioni differenziali sono accoppiate. Derivando la prima rispetto al tempo si ottiene:
{\displaystyle {\frac {d^{2}M_{x}}{dt^{2}}}=\gamma {\frac {dM_{y}}{dt}}B_{z}=-\gamma ^{2}M_{x}B_{z}^{2}}
Questa rappresenta un'equazione differenziale lineare omogenea. Data l'arbitrarietà nella scelta degli assi x ed y di laboratorio, si può assumere senza perdita di generalità, che la magnetizzazione sia inizialmente (al tempo zero) con componente zero lungo l'asse y. Con queste condizioni iniziali, la soluzione per {\displaystyle M_{x},} è:
{\displaystyle M_{x}=M_{x0}\cos \omega _{0}t\!}
dove
{\displaystyle \omega _{0}=\gamma B_{z}\!}
Similmente, per {\displaystyle M_{y}\!} si ottiene:
{\displaystyle M_{y}=M_{x0}\sin \omega _{0}t,}
Le equazioni del moto descrivono la rotazione della magnetizzazione attorno all'asse del campo magnetico (assunto lungo la direzione z), come mostrato in figura 
Tale moto è noto con il nome di precessione.
| Controllo di autorità | GND (DE) 4326485-2 |